# Bezirk Zwettl
Der Bezirk Zwettl ist ein Verwaltungsbezirk des Landes Niederösterreich.
Sitz der Bezirkshauptmannschaft ist Zwettl-Niederösterreich, eine Außenstelle befindet sich in Schwarzenau.

## Geschichte
Bei seiner Gründung 1868 umfasste der Bezirk Zwettl die damals aufgelösten Amtsbezirke Allentsteig, Groß Gerungs, Ottenschlag, Weitra und Zwettl.
1899 kam der nordwestliche Teil (damaliger Gerichtsbezirk Weitra) an den neu errichteten Bezirk Gmünd (RGBl Nr. 123/1899) und der südliche Teil (damaliger Gerichtsbezirk Ottenschlag) an den neu errichteten Bezirk Pöggstall (RGBl Nr. 153/1899). Nach Auflösung des Bezirks Pöggstall gelangte der Gerichtsbezirk Ottenschlag 1938 wieder zum Bezirk Zwettl.

2022 bestellte die Landesregierung den bisherigen Bezirkshauptmann-Stellvertreter in Gmünd Markus Peham zum Bezirkshauptmann in Zwettl.

## Geografie
Der Bezirk ist mit 1.399,90 km² der flächenmäßig größte Bezirk in Niederösterreich. Er liegt im westlichen Waldviertel und ist auch in der Raumplanung der Hauptregion Waldviertel zugeordnet.

### Nachbarbezirke
| Bezirk Gmünd                            | Bezirk Waidhofen an der Thaya               |                   |
| Bezirk Freistadt (OÖ), Bezirk Perg (OÖ) | Kompassrose, die auf Nachbargemeinden zeigt | Bezirk Horn       |
|                                         | Bezirk Melk                                 | Bezirk Krems-Land |

## Angehörige Gemeinden
Der Bezirk Zwettl umfasst 24 Gemeinden, darunter sind 3 Städte und 20 Marktgemeinden.

Gemeinden des Bezirks Zwettl

Regionen in der Tabelle sind Kleinregionen in Niederösterreich
| Gemeinde                | Lage | Ew     | km²    | Ew / km² | Gerichtsbezirk | Region                | Typ             | Metadaten         |
| ----------------------- | ---- | ------ | ------ | -------- | -------------- | --------------------- | --------------- | ----------------- |
| Allentsteig             |      | 1.736  | 71,65  | 24       | Zwettl         | ASTEG                 | Stadt- gemeinde | Gem.Kennz.: 32501 |
| Altmelon                |      | 856    | 38,34  | 22       | Zwettl         | Waldviertler Hochland | Markt- gemeinde | Gem.Kennz.: 32519 |
| Arbesbach               |      | 1.570  | 55,03  | 29       | Zwettl         | Waldviertler Hochland | Markt- gemeinde | Gem.Kennz.: 32502 |
| Bad Traunstein          |      | 988    | 47,42  | 21       | Zwettl         | Waldviertler Kernland | Markt- gemeinde | Gem.Kennz.: 32528 |
| Bärnkopf                |      | 344    | 47,62  | 7,2      | Zwettl         | Waldviertler Kernland | Gemeinde        | Gem.Kennz.: 32503 |
| Echsenbach              |      | 1.276  | 23,16  | 55       | Zwettl         | ASTEG                 | Markt- gemeinde | Gem.Kennz.: 32504 |
| Göpfritz an der Wild    |      | 1.754  | 60,65  | 29       | Zwettl         | ASTEG                 | Markt- gemeinde | Gem.Kennz.: 32505 |
| Grafenschlag            |      | 844    | 34,20  | 25       | Zwettl         | Waldviertler Kernland | Markt- gemeinde | Gem.Kennz.: 32506 |
| Groß Gerungs            |      | 4.468  | 105,92 | 42       | Zwettl         | Waldviertler Hochland | Stadt- gemeinde | Gem.Kennz.: 32508 |
| Großgöttfritz           |      | 1.319  | 40,17  | 33       | Zwettl         | Waldviertler Kernland | Markt- gemeinde | Gem.Kennz.: 32509 |
| Gutenbrunn              |      | 505    | 27,40  | 18       | Zwettl         | Waldviertler Kernland | Markt- gemeinde | Gem.Kennz.: 32511 |
| Kirchschlag             |      | 615    | 29,30  | 21       | Zwettl         | Waldviertler Kernland | Markt- gemeinde | Gem.Kennz.: 32514 |
| Kottes-Purk             |      | 1.447  | 58,61  | 25       | Zwettl         | Waldviertler Kernland | Markt- gemeinde | Gem.Kennz.: 32515 |
| Langschlag              |      | 1.711  | 61,02  | 28       | Zwettl         | Waldviertler Hochland | Markt- gemeinde | Gem.Kennz.: 32516 |
| Martinsberg             |      | 1.065  | 33,77  | 32       | Zwettl         | Waldviertler Kernland | Markt- gemeinde | Gem.Kennz.: 32517 |
| Ottenschlag             |      | 1.014  | 26,18  | 39       | Zwettl         | Waldviertler Kernland | Markt- gemeinde | Gem.Kennz.: 32518 |
| Pölla                   |      | 898    | 104,35 | 8,6      | Zwettl         | Kampseen              | Markt- gemeinde | Gem.Kennz.: 32520 |
| Rappottenstein          |      | 1.738  | 65,77  | 26       | Zwettl         | Waldviertler Hochland | Markt- gemeinde | Gem.Kennz.: 32521 |
| Sallingberg             |      | 1.285  | 51,63  | 25       | Zwettl         | Waldviertler Kernland | Markt- gemeinde | Gem.Kennz.: 32522 |
| Schönbach               |      | 752    | 34,66  | 22       | Zwettl         | Waldviertler Kernland | Markt- gemeinde | Gem.Kennz.: 32523 |
| Schwarzenau             |      | 1.493  | 28,14  | 53       | Zwettl         | ASTEG                 | Markt- gemeinde | Gem.Kennz.: 32524 |
| Schweiggers             |      | 2.031  | 58,67  | 35       | Zwettl         | Waldviertel Mitte     | Markt- gemeinde | Gem.Kennz.: 32525 |
| Waldhausen              |      | 1.180  | 39,92  | 30       | Zwettl         | Waldviertler Kernland | Markt- gemeinde | Gem.Kennz.: 32529 |
| Zwettl-Niederösterreich |      | 10.766 | 256,32 | 42       | Zwettl         | Waldviertel Mitte     | Stadt- gemeinde | Gem.Kennz.: 32530 |

### Gemeindeänderungen ab 1945
1. Jänner 1966
- Vereinigung der Gemeinden Mannshalm, Perndorf und Schweiggers zur Gemeinde Schweiggers

1. Jänner 1967
- Vereinigung der Gemeinden Allentsteig, Bernschlag und Thaua zur Gemeinde Allentsteig
- Vereinigung der Gemeinden Arbesbach, Purrath und Rammelhof zur Gemeinde Arbesbach
- Vereinigung der Gemeinden Grafenschlag und Klein-Nondorf zur Gemeinde Grafenschlag
- Vereinigung der Gemeinden Groß-Nondorf und Moniholz zur Gemeinde Grainbrunn
- Vereinigung der Gemeinden Gloden und Großreinprechts zur Gemeinde Großreinprechts
- Vereinigung der Gemeinden Elsenreith, Kalkgrub, Kottes, Purk, Reichpolds und Voitsau zur Gemeinde Kottes-Purk
- Vereinigung der Gemeinden Bruderndorf, Fraberg, Kainrathschlag, Langschlägerwald, Langschlag, Siebenhöf und Stierberg zur Gemeinde Langschlag
- Vereinigung der Gemeinden Martinsberg, Oed und Weixelberg zur Gemeinde Martinsberg
- Vereinigung der Gemeinden Pehendorf, Pfaffendorf und Rappottenstein zur Gemeinde Rappottenstein-Pehendorf
- Vereinigung der Gemeinden Sallingberg und Voitschlag zur Gemeinde Sallingberg

9. Mai 1967
- Umbenennung der Gemeinde Zwettl Stadt in Zwettl-Niederösterreich

1. Jänner 1968
- Vereinigung der Gemeinden Eschabruck, Friedersbach und Kleinschönau zur Gemeinde Friedersbach
- Vereinigung der Gemeinden Großgöttfritz, Großweißenbach und Sprögnitz zur Gemeinde Großgöttfritz
- Vereinigung der Gemeinden Neuhof und Ottenschlag zur Gemeinde Ottenschlag
- Vereinigung der Gemeinden Altpölla, Franzen, Neupölla, Ramsau und Schmerbach am Kamp zur Gemeinde Pölla
- Vereinigung der Gemeinden Lugendorf und Sallingberg zur Gemeinde Sallingberg
- Vereinigung der Gemeinden Pernthon und Schönbach zur Gemeinde Schönbach
- Vereinigung der Gemeinden Gerotten, Rudmanns und Zwettl Stift zur Gemeinde Stift Zwettl
- Vereinigung der Gemeinden Moderberg, Spielberg und Traunstein zur Gemeinde Traunstein
- Vereinigung der Gemeinden Brand, Niedernondorf, Obernondorf und Waldhausen zur Gemeinde Waldhausen

1. Jänner 1969
- Vereinigung der Gemeinden Etzen, Großgerungs, Heinrichs, Hypolz, Kleinwetzles, Oberkirchen, Oberrosenauerwald und Wurmbrand zur Gemeinde Großgerungs

1. Jänner 1970
- Vereinigung der Gemeinden Arbesbach, Pretrobruck und Wiesensfeld zur Gemeinde Arbesbach
- Vereinigung der Gemeinden Griesbach und Großgerungs zur Gemeinde Großgerungs
- Vereinigung der Gemeinden Martinsberg und Ulrichschlag zur Gemeinde Martinsberg (später Umgliederung von Ulrichschlag nach Gutenbrunn)
- Vereinigung der Gemeinden Altmelon und Großpertenschlag zur Gemeinde Pertenschlag-Melon
- Vereinigung der Gemeinden Großhaslau und Stift Zwettl zur Gemeinde Stift Zwettl
- Vereinigung der Gemeinden Gschwendt und Zwettl-Niederösterreich zur Gemeinde Zwettl-Niederösterreich

1. Jänner 1971
- Vereinigung der Gemeinden Breitenfeld, Göpfritz an der Wild, Kirchberg an der Wild, Merkenbrechts, Scheideldorf, Schönfeld und Weinpolz zur Gemeinde Göpfritz an der Wild
- Vereinigung der Gemeinden Langschlag und Mitterschlag sowie eines Teils der Gemeinde Reichenau am Freiwalde zur Gemeinde Langschlag
- Vereinigung der Gemeinden Rappottenstein-Pehendorf und Roiten zur Gemeinde Rappottenstein
- Vereinigung der Gemeinden Limbach, Sallingstadt, Schweiggers und Siebenlinden (Bezirk Gmünd) zur Gemeinde Schweiggers
- Vereinigung der Gemeinden Friedersbach, Gradnitz, Großglobnitz, Jagenbach, Jahrings, Marbach am Walde, Oberstrahlbach, Rieggers, Rosenau Dorf, Rosenau Schloß, Stift Zwettl, Unterrabenthan und Zwettl-Niederösterreich zur Gemeinde Zwettl-Niederösterreich
- Eingliederung der Gemeinde Gschwendt aus dem Bezirk Krems-Land in Gemeinde Kottes-Purk
- Ausgliederung der Gemeinde Großreinprechts in den Bezirk Krems-Land (Eingemeindung nach Lichtenau im Waldviertel)

1. Jänner 1972
- Vereinigung der Gemeinden Kirchbach (ohne Katastralgemeinde Kottingnondorf) und Rappottenstein zur Gemeinde Rappottenstein
- Vereinigung der Gemeinden Grainbrunn und Sallingberg zur Gemeinde Sallingberg
- Vereinigung der Gemeinden Großhaselbach, Hausbach, Schwarzenau und Stögersbach zur Gemeinde Schwarzenau
- Eingliederung der Katastralgemeinde Kottingnondorf der aufgelösten Gemeinde Kirchbach in die Gemeinde Groß-Gerungs
- Eingliederung der Katastralgemeinde Ottenschlag der aufgelösten Gemeinde Warnungs (Bezirk Gmünd) in die Gemeinde Zwettl-Niederösterreich
- Umgliederung der Gemeinde Tiefenbach in den Bezirk Krems-Land (Eingliederung nach Krumau am Kamp)

24. April 1985
- Umbenennung der Gemeinde Pertenschlag-Melon in Altmelon

21. September 2002
- Umbenennung der Gemeinde Groß-Gerungs in Groß Gerungs

2. April 2010
- Umbenennung der Gemeinde Traunstein in Bad Traunstein[3]